# El Cerro de Sabaneta
El Cerro de Sabaneta är en ort i Mexiko.   Den ligger i kommunen Coxquihui och delstaten Veracruz, i den sydöstra delen av landet, 190 km nordost om huvudstaden Mexico City. El Cerro de Sabaneta ligger 121 meter över havet och antalet invånare är 259.
Terrängen runt El Cerro de Sabaneta är varierad. Runt El Cerro de Sabaneta är det ganska tätbefolkat, med 149 invånare per kvadratkilometer. Närmaste större samhälle är Jopala, 17,6 km sydväst om El Cerro de Sabaneta. Omgivningarna runt El Cerro de Sabaneta är en mosaik av jordbruksmark och naturlig växtlighet.